# Bärbel Kracke
Bärbel Kracke (* 1962) ist eine deutsche Psychologin.

## Leben
Nach dem Diplomstudium Psychologie bis 1988 an der Technischen Universität Berlin absolvierte sie ein Promotionsstudium an der Justus-Liebig-Universität Gießen (Stipendiatin der Studienstiftung des Deutschen Volkes). Nach der Promotion 1992 an der Justus-Liebig-Universität Gießen war sie wissenschaftliche Mitarbeiterin an der Universität Mannheim. Nach der Habilitation 2001 an der Universität Mannheim wurde sie 2004 Lehrstuhlinhaberin für Entwicklungs- und Erziehungspsychologie an der Universität Erfurt. 2012 wurde sie Lehrstuhlinhaberin für Pädagogische Psychologie an der Friedrich-Schiller-Universität Jena.
Ihre Forschungsschwerpunkte sind Berufswahlforschung, Diagnose und Förderung selbstgesteuerter Lernprozesse, Gelingensbedingungen des Gemeinsamen Unterrichts und Inklusionskompetenz in der Lehrerbildung.

## Schriften (Auswahl)
- Pubertät und Problemverhalten bei Jungen. Beltz, Weinheim 1993, ISBN 3-621-27190-2.
- mit Kerstin Mayhack, Peter Noack und Dorit Weber-Liel: Übergangskonferenzen. Eine Praxishilfe zur individuellen Übergangsgestaltung in Kindergarten und Schule. Beltz, Weinheim 2019, ISBN 3-7799-3962-2.
- mit Peter Noack und Karina Weichold: Entwicklungspsychologie des Jugend- und jungen Erwachsenenalters. Kohlhammer, Stuttgart 2024, ISBN 3-17-030143-8.
- mit Peter Noack: Entwicklung im Schulalter. Brill Schöningh, Paderborn 2024, ISBN 3-8252-5979-X.